# Spathius elicius
Spathius elicius är en stekelart som beskrevs av Nixon 1943. Spathius elicius ingår i släktet Spathius och familjen bracksteklar. Inga underarter finns listade i Catalogue of Life.